# Zendtijdbesluit
Het Zendtijdbesluit vormde samen met het radioreglement de eerste wettelijke regeling van de radio-omroep in Nederland. De grondslag van deze regelingen was artikel 3ter van de Telegraaf- en Telefoonwet 1904.
Het Zendtijdbesluit werd op 14 mei 1930 afgekondigd door minister Paul Reymer van Waterstaat. De belangrijkste bepalingen waren:
- De vier grote omroepverenigingen (AVRO, KRO, NCRV en VARA) kregen ieder 20% van de zendtijd.
- 15% van de zendtijd was bestemd voor een algemeen programma. Dit werd bij toerbeurt door de vier grote omroepverenigingen verzorgd.
- Maximaal 5% van de zendtijd was bestemd voor kleine omroeporganisaties, waaronder de VPRO.
- De omroepen wisselden ieder kwartaal tussen de zender van Hilversum en Huizen. Dit omdat de uitzendingen van de Hilversumse zender niet overal in Nederland ontvangen konden worden.

Voor de AVRO betekende het Zendtijdbesluit een forse vermindering van de zendtijd ten opzichte van de oude situatie. Zij voelde zich als pleitbezorger van een nationale omroep ernstig tekort gedaan en organiseerde op 6 september 1930 een demonstratie op het Haagse Houtrustterrein. Het Zendtijdbesluit bleef echter bestaan.
In maart 1941 ontbond de Duitse bezetter de omroepverenigingen om plaats te maken voor een gelijkgeschakelde omroeporganisatie: de Nederlandsche Omroep. Na de bezetting werd het Zendtijdbesluit niet opnieuw ingevoerd. Direct na de bevrijding werden de radio-uitzendingen verzorgd door het militair gezag onder de naam Radio Herrijzend Nederland. Daarna gebeurde dit door de Stichting Radio Nederland in den Overgangstijd waarin de vooroorlogse omroepverenigingen samenwerkten. Met ingang van 1 maart 1947 mochten de omroepen weer onder eigen naam uitzenden. De radio-omroep werd nu geregeld in een ministeriële regeling van januari 1947.